# Heteropoda bhaikakai
Heteropoda bhaikakai är en spindelart som beskrevs av Patel 1973. Heteropoda bhaikakai ingår i släktet Heteropoda och familjen jättekrabbspindlar. Inga underarter finns listade i Catalogue of Life.